# Lucas Van Looy
Lucas Van Looy, S.D.B. (* 28. září 1941, Tielen) je belgický římskokatolický kněz a řeholník, emeritní biskup gentský.

## Život
V roce 1961 vstoupil do kongregace salesiánů, roku 1968 složil věčné sliby a v roce 1970 přijal kněžské svěcení. Roku 1992 jej papež Jan Pavel II. jmenoval biskupem gentským, roku 2019 přijal papež František jeho rezignaci z důvodů dosažení kanonického věkového limitu.

### Kardinálská kreace
V neděli 29. května 2022 papež František ohlásil, že v konzistoři dne 27. srpna 2022 jmenuje 21 nových kardinálů, mezi nimi i Mons. Jiméneze Carvajala, který v době jmenování bude mít více než 80 let, a nebude proto patřit mezi kardinály volitele.  Vzhledem k tomu, že se v Belgii vzedmula vlna odporu, protože se Van Looy jako gentský biskup nedostatečně postavil proti zneužívání ze strany kněží, požádal biskup 16. června 2022 papeže, aby jej kardinálem nejmenoval a papež jeho přání vyhověl. 